# 맨 프롬 헬
맨 프롬 헬(Bull)은 영국에서 제작된 폴 앤드류 윌리엄스 감독의 2021년 스릴러, 액션 영화이다. 닐 마스켈 등이 주연으로 출연하였다.

## 출연

### 주연
- 닐 마스켈 : 불 역
- 데이비드 헤이먼 : 노름 역

### 조연
- 탐진 오스웨이트
- 아제이 차브라 : 마이크 역
- 데이비드 넬리스트